# Фермы № 2 совхоза «Мамадышский»
Фермы № 2 совхоза «Мамадышский» — поселок в Мамадышском районе Татарстана. Входит в состав Красногорского сельского поселения.

## География
Находится в центральной части Татарстана на расстоянии приблизительно 8 км на юго- запад по прямой от районного центра города Мамадыш у речки Пакшинка.

## История
Основан 1930-х годах.

## Население
Постоянных жителей было: в 1938 году — 346, в 1949—500, в 1958—601, в 1970—518, в 1979—332, в 1989—236, в 2002 году 266 (русские 39 %Ю татары 58 %), в 2010 году 234.